# Otus (entreprise)
Pour l’article homonyme, voir Otus (homonymie).
 (avril 2025).
Si vous disposez d'ouvrages ou d'articles de référence ou si vous connaissez des sites web de qualité traitant du thème abordé ici, merci de compléter l'article en donnant les références utiles à sa vérifiabilité et en les liant à la section « Notes et références ».
Otus est une marque de motos française des années 1970 créée à Marseille par Jean-Paul Maturaux et disparue en 1981.

## Caractéristiques
Ces cyclomoteurs sont équipés d'un moteur Minarelli et une grande majorité des pièces qui les équipent sont d'origine italienne, mais tout est assemblé en France. Ils sont dotés de moteurs de 50 cm3, 80 cm3 et 125 cm3, certains de 320 cm3 et 420 cm3.

## Modèles

### Version tout-terrain
La plupart des Otus sont destinés au tout-terrain, mais des Otus sport de 50 cm3 sont produits,  comme le P6 et le P6S. Un moteur P6 kit course peut être monté sur ces modèles.
Le GTS possède un moteur 4 ou 6 vitesses, il s'agit de la version luxe de la gamme P6 Sport. Il est doté d'une vraie selle biplace, d'un guidon relevé, d'amortisseurs hydrauliques, d'un moyeu de diamètre 120. Le pneu avant a pour dimensions 2.50x17 et l'arrière 3x17.
Les différentes teintes possibles lors de l'achat de ces cyclomoteurs sont le bleu, orange, rouge, vert et jaune ocre. Une teinte pailletée en option est disponible en bleu, vert et orange.

### Version sport

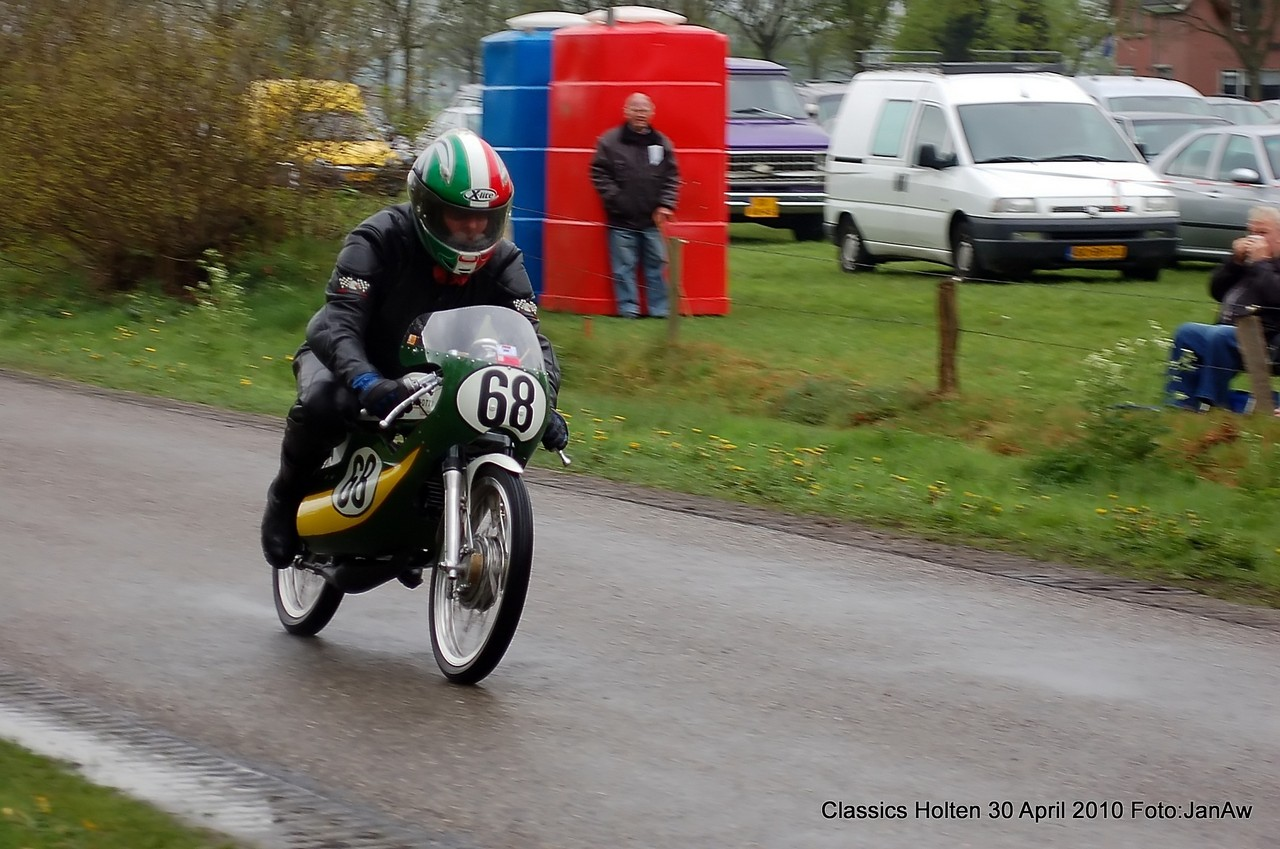
Aspect général d'une Otus P6 après modifications et débridage

Le P6 possède un moteur Minarelli de 50 cm3 (49,9) à 6 vitesses au pied, un cadre double berceau, un réservoir en polyester, des commandes reculées, un moyeu aluminium, un phare plat avec un compteur extérieur, des suspensions avant et arrière télescopiques. Outre les guidons-bracelets, le réservoir en polyester et les commandes reculées (sélecteur de vitesses à gauche et pédale de frein arrière à droite) sont des équipements de série, réservés habituellement à des engins de course compétition-client (le P6 est le seul cyclo sur le marché à en être équipé d'origine). Cette petite moto a vocation à être modifiée pour en améliorer les performances ou l'esthétique : pot de détente à silencieux amovible, carburateur Dell'Orto, selle monoplace à dosseret en polyester, voire carénage, etc. Conçu d'origine pour rouler à une vitesse maximale de 45 km/h, ce cyclomoteur peut atteindre après débridage et en toute illégalité, les  100 km/h.
Un moteur P6 kit course (ou kit Simonini) pouvait être monté sur ces modèles, non homologué sur route.